# Liste der Kulturdenkmale in Göpfersdorf
In der Liste der Kulturdenkmale in Göpfersdorf sind vorerst einige Kulturdenkmale der ostthüringischen Gemeinde Göpfersdorf im Landkreis Altenburger Land aufgelistet. Diese Liste basiert nicht auf der offiziellen Denkmalliste der Unteren Denkmalschutzbehörde des Landkreises. Grundlage hierfür ist gegebenenfalls vorhandene Literatur beziehungsweise vorhandene Denkmalplaketten an den einzelnen Objekten. Deswegen ist diese Liste stark unvollständig.

## Garbisdorf
| Bild                                    | Bezeichnung | Lage                 | Datierung | Beschreibung           | ID |
| --------------------------------------- | ----------- | -------------------- | --------- | ---------------------- | -- |
| weitere Bilder Fotos hochladen          | Dorfkirche  | Garbisdorf (Karte)   |           |                        |    |
| Fotos hochladen                         | Vierseithof | Garbisdorf 6 (Karte) |           | sogenannter Quellenhof |    |
| Direkt Bild zu diesem Denkmal hochladen | Vierseithof | Garbisdorf ?         |           |                        |    |

## Göpfersdorf
| Bild                           | Bezeichnung                | Lage                   | Datierung | Beschreibung                                                           | ID |
| ------------------------------ | -------------------------- | ---------------------- | --------- | ---------------------------------------------------------------------- | -- |
| weitere Bilder Fotos hochladen | Dorfkirche                 | Dorfstraße (Karte)     |           |                                                                        |    |
| Fotos hochladen                | Pferdestall mit Laubengang | Dorfstraße 17b (Karte) |           | Stallgebäude mit Laubengang eines Bauernhofes, ehemaliges Heimatmuseum |    |